# Pancoastburg (Ohio)
Pancoastburg é um lugar designado pelo censo localizado no condado de Fayette, no estado estadounidense de Ohio. No Censo de 2010 tinha uma população de 87 habitantes e uma densidade de 96,8 pessoas por km².

## Geografia
Pancoastburg encontra-se localizado nas coordenadas 39° 37′ 26″ N, 83° 15′ 54″ O. Segundo o Departamento do Censo dos Estados Unidos, Pancoastburg tem uma superfície total de 0.9 km², da qual 0.88 km² correspondem a terra firme e (1.73%) 0.02 km² é água.

## Demografia
Segundo o censo de 2010, tinha 87 pessoas residindo em Pancoastburg. A densidade populacional era de 96,8 hab./km². Dos 87 habitantes, Pancoastburg estava composto pelo 98.85% brancos e o 1.15% eram asiáticos.